# 南宮公主
南宮公主，名不详，生卒不详，是西汉汉景帝与皇后王氏的第二个女儿。她是汉武帝的同母姐。
《史记》中，【外戚世家】载：“王太后長女曰平陽公主，次為南宮公主，次為林慮公主。”【高祖功臣侯者年表】又记载：“元朔六年（注：前123年），侯申坐尚南宮公主，不敬，國除。”
唐朝司马贞的《史記索隱》对这一段的注释为：“南宮公主，景帝女。初，南宮侯張坐尚之，有罪，後張侯耏申尚之也。”说明南宮公主先嫁给南宮侯張坐，后嫁给耏申。